# 쿤산난역
쿤산난역(중국어: 昆山南站)은 중국 장쑤성 쿤산시에 위치한 고속철도역이다. 후닝고속선(중국어: 沪宁城际线)과 징후여객전용선(중국어: 京沪客运专线)과 징후고속선이 이곳을 경유한다. 유동량이 많은 역으로 2015년부터 2017년 초까지 역사 확장 공사가 이루어졌다.